# Aubry-du-Hainaut
Pour les articles homonymes, voir Aubry et Hainaut.
Aubry-du-Hainaut est une commune française située dans la partie hennuyère du département du Nord, en région Hauts-de-France.

## Géographie
Aubry-du-Hainaut est située dans le Parc naturel régional Scarpe-Escaut.
L'altitude moyenne est de 37 m. Les communes limitrophes sont Raismes, Petite-Forêt, La Sentinelle et Hérin. La ville la plus proche est Valenciennes.

### Géologie et relief
Les risques naturels de la commune sont les risques d'affaissement minier, engins de guerre, inondations, coulées de boue et mouvements de terrain.

### Hydrographie

#### Réseau hydrographique
La commune est située dans le bassin Artois-Picardie. Elle est drainée par la Ferme Saint-Martin et le Courant Saint-Martin,,.

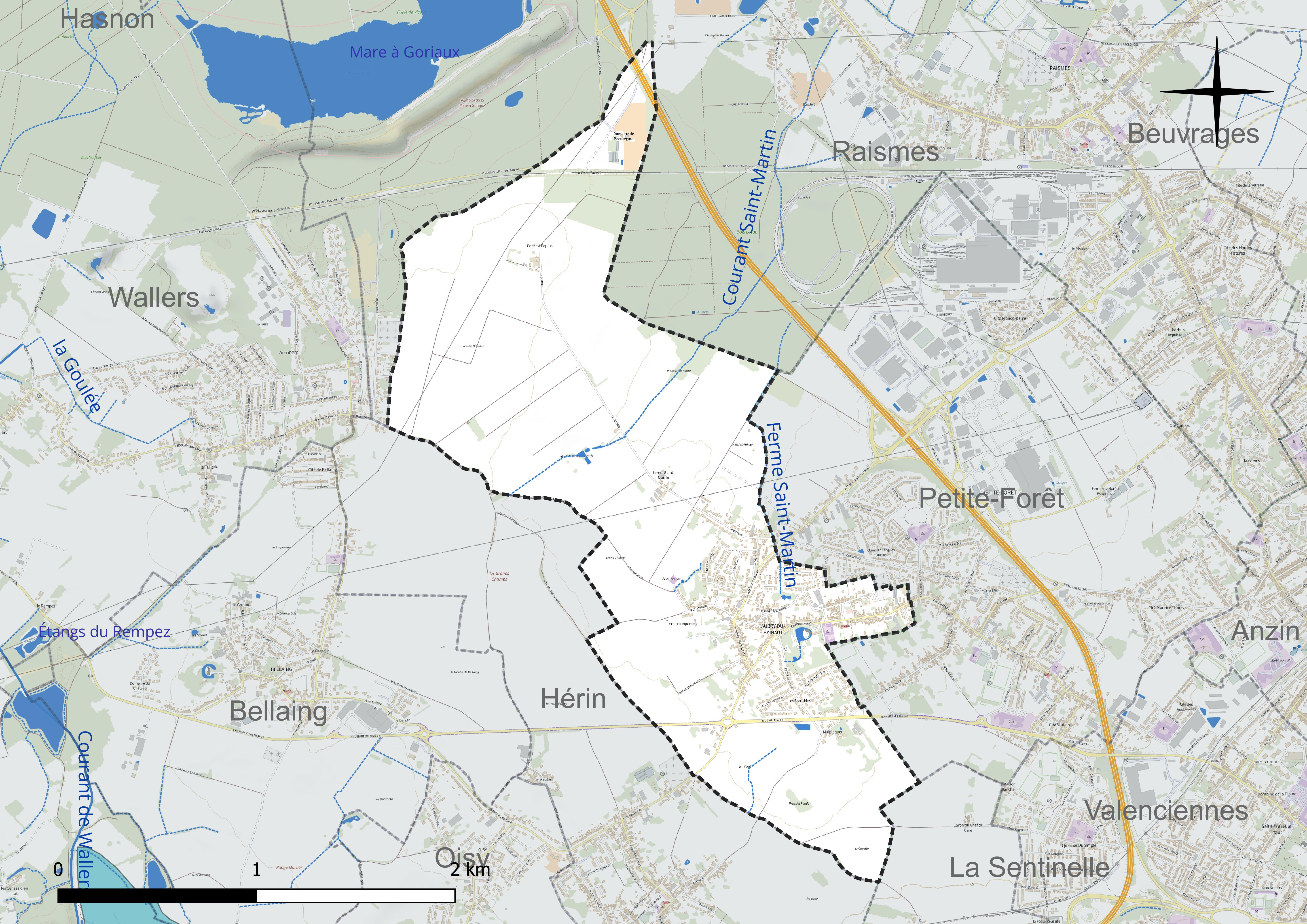
Réseau hydrographique d'Aubry-du-Hainaut.

#### Gestion et qualité des eaux
Le territoire communal est couvert par le schéma d'aménagement et de gestion des eaux (SAGE) « Scarpe aval ». Ce document de planification concerne un territoire de 624 km2 de superficie, délimité par le bassin versant de la Scarpe aval, comprenant la Pévèle, la plaine de la Scarpe et le bassin minier avec l'Ostrevent. Le périmètre a été arrêté le 18 mars 1997 et le SAGE proprement dit a été approuvé le 12 mars 2009, puis révisé le 5 juillet 2021. La structure porteuse de l'élaboration et de la mise en œuvre est le parc naturel régional Scarpe-Escaut.
La qualité des cours d'eau peut être consultée sur un site dédié géré par les agences de l'eau et l'Agence française pour la biodiversité.

### Climat
Pour des articles plus généraux, voir Climat des Hauts-de-France et Climat du Nord.
En 2010, le climat de la commune est de type climat océanique dégradé des plaines du Centre et du Nord, selon une étude du CNRS s'appuyant sur une série de données couvrant la période 1971-2000. En 2020, Météo-France publie une typologie des climats de la France métropolitaine dans laquelle la commune est exposée à un climat océanique altéré et est dans la région climatique Nord-est du bassin Parisien, caractérisée par un ensoleillement médiocre, une pluviométrie moyenne régulièrement répartie au cours de l'année et un hiver froid (3 °C).
Pour la période 1971-2000, la température annuelle moyenne est de 10,4 °C, avec une amplitude thermique annuelle de 14,7 °C. Le cumul annuel moyen de précipitations est de 723 mm, avec 12,3 jours de précipitations en janvier et 9,7 jours en juillet. Pour la période 1991-2020, la température moyenne annuelle observée sur la station météorologique la plus proche, située sur la commune de Valenciennes à 5 km à vol d'oiseau, est de 11,0 °C et le cumul annuel moyen de précipitations est de 694,1 mm,. Pour l'avenir, les paramètres climatiques de la commune estimés pour 2050 selon différents scénarios d'émission de gaz à effet de serre sont consultables sur un site dédié publié par Météo-France en novembre 2022.

### Voie de communication et transport

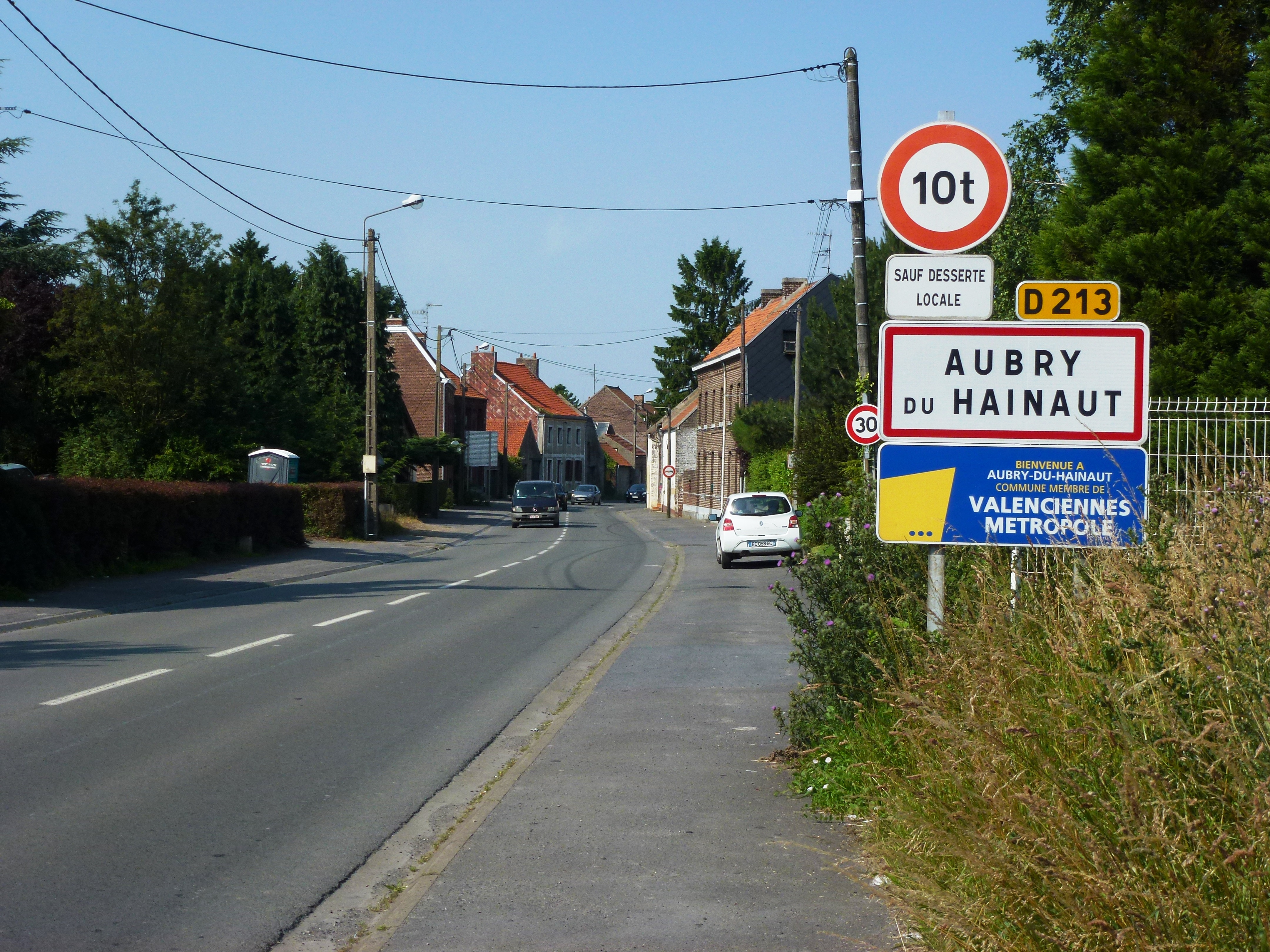
Une des entrées du village, ici par la RD213

La commune est desservie par la ligne 1 du réseau Transvilles.

## Urbanisme

### Typologie
Au 1er janvier 2024, Aubry-du-Hainaut est catégorisée grand centre urbain, selon la nouvelle grille communale de densité à sept niveaux définie par l'Insee en 2022.
Elle appartient à l'unité urbaine de Valenciennes (partie française), une agglomération internationale regroupant 56  communes, dont elle est une commune de la banlieue,,. Par ailleurs la commune fait partie de l'aire d'attraction de Valenciennes (partie française), dont elle est une commune du pôle principal,. Cette aire, qui regroupe 102 communes, est catégorisée dans les aires de 200 000 à moins de 700 000 habitants,.

### Occupation des sols
L'occupation des sols de la commune, telle qu'elle ressort de la base de données européenne d'occupation biophysique des sols Corine Land Cover (CLC), est marquée par l'importance des territoires agricoles (79,9 % en 2018), en diminution par rapport à 1990 (81,2 %). La répartition détaillée en 2018 est la suivante : 
terres arables (79,5 %), zones urbanisées (17,8 %), forêts (2,3 %), prairies (0,4 %). L'évolution de l'occupation des sols de la commune et de ses infrastructures peut être observée sur les différentes représentations cartographiques du territoire : la carte de Cassini (XVIIIe siècle), la carte d'état-major (1820-1866) et les cartes ou photos aériennes de l'IGN pour la période actuelle (1950 à aujourd'hui).

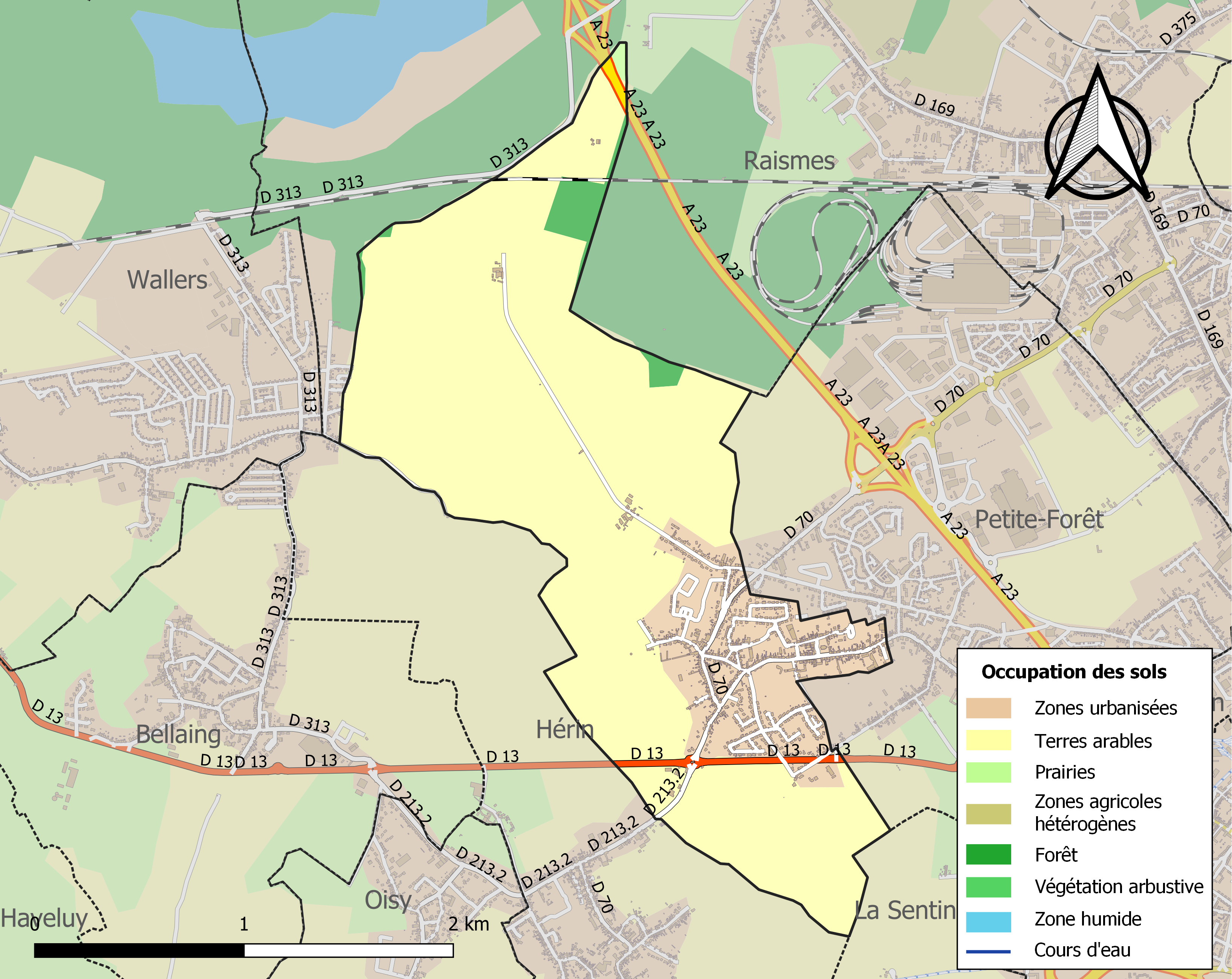
Carte des infrastructures et de l'occupation des sols de la commune en 2018 (CLC).

## Toponymie
Étymologiquement, Aubry viendrait du latin « albarum », qui signifie de l'aubier. Le premier habitant se serait installé au IXe siècle dans la forêt, attirant ensuite l'installation d'autres maisons. Le lieu-dit Aubry a été cédé par la suite par le comte du Hainaut aux Prémontrés.
En 1158, Aubry prit le nom d'Albriu.
En 1244, Aubri devenu paroisse, s'appela tour à tour Obry, Obries et Albry.
Le Conseil Municipal a modifié le nom en juin 1962 en Aubry-lez-Valenciennes. L'ajout « du Hainaut » a été effectué le 6 mai 1966 pour éviter la confusion avec la commune d'Auby.
Les femmes originaires d'Aubry-du-Hainaut sont appelées Mazingues ou mésanges, en raison de leur réputation de commérage.

## Histoire
Un ancien parchemin du 28 septembre 1494 indique notamment le nom du maire de l'époque qui était Jacquemart Broyart.
Au XVIe siècle, la seigneurie d'Aubry était la propriété de la maison de Thiant, ce qui explique la ressemblance entre les blasons d'Aubry et de Thiant, « de sinople semé de billettes d'argent au lion du même brochant sur le tout ».

## Politique et administration

### Tendances politiques et résultats
Lors du premier tour des élections municipales le 15 mars 2020, dix-neuf sièges sont à pourvoir ; on dénombre 1 201 inscrits, dont 837 votants (69,69 %), 7 votes blancs (0,84 %) et 829 suffrages exprimés (99,04 %). Trois listes se présentent. La liste Aubry dynamique menée par Christophe Lecossier recueille 175 voix (21,11 %), contre 319 voix (38,48 %) pour Aubry, aujourd'hui... pour demain du maire sortant Raymond Zingraff et 335 voix (40,41 %) pour Aubry autrement de Jean-Pierre Laude. À l'issue de ce premier tour, aucun siège n'est pourvu.

### Liste des maires successifs
Maire en 1802-1803 : P. P. Sauvage.
Maire en 1807-1808 : Cathelotte,.

Maire en 1881 : Wambré.

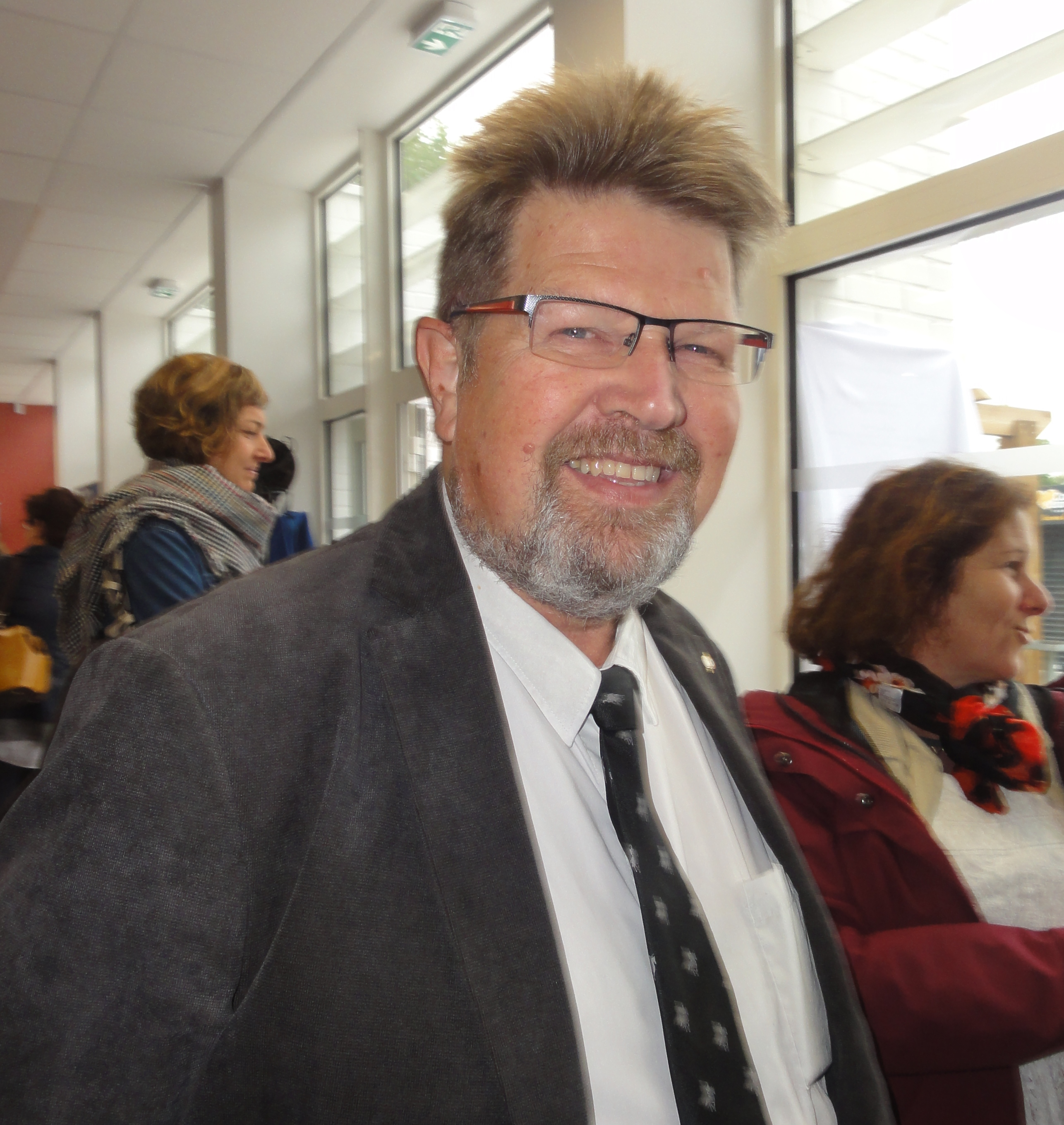
Raymond Zingraff à Pecquencourt en octobre 2019.

La démission de Renée Stievenart est envoyée durant l'été 2019 et celle-ci n'est plus maire à compter du 24 août. L'intérim est alors assuré par son premier adjoint Raymond Zingraff, puis il est élu maire le 1er septembre.
| Identité                                   | Période      | Période                  | Durée                     | Étiquette     |
| Identité                                   | Début        | Fin                      | Durée                     | Étiquette     |
| ------------------------------------------ | ------------ | ------------------------ | ------------------------- | ------------- |
| Renée Stievenart (d), (née le 6 août 1949) | mars 2001    | 24 août 2019 (démission) | 18 ans et 5 mois          | divers droite |
| Raymond Zingraff (d) (né le 25 mars 1959)  | 24 août 2019 | En cours                 | 5 ans, 8 mois et 12 jours | divers droite |

### Instances judiciaires et administratives
La commune relève du tribunal d'instance de Valenciennes, du tribunal de grande instance de Valenciennes, de la cour d'appel de Douai, du tribunal pour enfants de Valenciennes, du conseil de prud'hommes de Valenciennes, du tribunal de commerce de Valenciennes, du tribunal administratif de Lille et de la cour administrative d'appel de Douai.

## Population et société

### Démographie
Ses habitants sont nommés les Aubrysiens et les habitantes les Aubrysiennes.

#### Évolution démographique
L'évolution du nombre d'habitants est connue à travers les recensements de la population effectués dans la commune depuis 1800. Pour les communes de moins de 10 000 habitants, une enquête de recensement portant sur toute la population est réalisée tous les cinq ans, les populations de référence des années intermédiaires étant quant à elles estimées par interpolation ou extrapolation. Pour la commune, le premier recensement exhaustif entrant dans le cadre du nouveau dispositif a été réalisé en 2008.

En 2022, la commune comptait 1 715 habitants, en évolution de +3,88 % par rapport à 2016 (Nord : +0,51 %, France hors Mayotte : +2,11 %).
| 1800 | 1806 | 1821 | 1831 | 1836 | 1841 | 1846 | 1851 | 1856 |
| ---- | ---- | ---- | ---- | ---- | ---- | ---- | ---- | ---- |
| 465  | 603  | 602  | 711  | 773  | 833  | 903  | 950  | 991  |

| 1861 | 1866 | 1872  | 1876  | 1881  | 1886  | 1891  | 1896  | 1901  |
| ---- | ---- | ----- | ----- | ----- | ----- | ----- | ----- | ----- |
| 921  | 995  | 1 024 | 1 110 | 1 174 | 1 137 | 1 165 | 1 123 | 1 093 |

| 1906  | 1911  | 1921 | 1926 | 1931 | 1936 | 1946 | 1954 | 1962  |
| ----- | ----- | ---- | ---- | ---- | ---- | ---- | ---- | ----- |
| 1 057 | 1 041 | 932  | 948  | 975  | 962  | 941  | 966  | 1 039 |

| 1968  | 1975  | 1982  | 1990  | 1999  | 2006  | 2008  | 2013  | 2018  |
| ----- | ----- | ----- | ----- | ----- | ----- | ----- | ----- | ----- |
| 1 206 | 1 245 | 1 477 | 1 444 | 1 435 | 1 442 | 1 444 | 1 452 | 1 706 |

| 2022  | - | - | - | - | - | - | - | - |
| ----- | - | - | - | - | - | - | - | - |
| 1 715 | - | - | - | - | - | - | - | - |

{{refnecEn 1699, la commune comptait 175 habitants répartis dans 48 maisons.}}

#### Pyramide des âges
En 2018, le taux de personnes d'un âge inférieur à 30 ans s'élève à 31,4 %, soit en dessous de la moyenne départementale (39,5 %). À l'inverse, le taux de personnes d'âge supérieur à 60 ans est de 29,8 % la même année, alors qu'il est de 22,5 % au niveau départemental.
En 2018, la commune comptait 811 hommes pour 895 femmes, soit un taux de 52,46 % de femmes, légèrement supérieur au taux départemental (51,77 %).
Les pyramides des âges de la commune et du département s'établissent comme suit.
| Hommes | Classe d’âge | Femmes |
| ------ | ------------ | ------ |
| 0,4    | 90 ou +      | 1,3    |
| 6,0    | 75-89 ans    | 7,4    |
| 19,9   | 60-74 ans    | 24,2   |
| 20,2   | 45-59 ans    | 17,7   |
| 19,7   | 30-44 ans    | 20,1   |
| 13,2   | 15-29 ans    | 13,0   |
| 20,6   | 0-14 ans     | 16,3   |

| Hommes | Classe d’âge | Femmes |
| ------ | ------------ | ------ |
| 0,5    | 90 ou +      | 1,4    |
| 5,3    | 75-89 ans    | 8,1    |
| 14,8   | 60-74 ans    | 16,2   |
| 19,1   | 45-59 ans    | 18,4   |
| 19,5   | 30-44 ans    | 18,7   |
| 20,7   | 15-29 ans    | 19,1   |
| 20,2   | 0-14 ans     | 18     |

### Enseignement
Aubry-du-Hainaut fait partie de l'académie de Lille.

## Économie
Jusqu'au milieu du XVIIIe siècle, les habitants vivaient de l'agriculture et plus encore de l'exploitation forestière. La découverte de la houille a apporté d'autres métiers. Toutefois, il ne reste de l'exploitation minière passée qu'un vieux puits de plus de 200 ans et quelques affaissements dans la plaine en direction de la fosse de Wallers - Arenberg et de la mare à Goriaux.

## Culture locale et patrimoine

### Lieux et monuments
- Le château d'Aubry du XIIe siècle était un petit château fort qui servait à protéger les habitants du pillage. Il a été rasé au XVIe siècle par Jean de Thiant.
- Le château d'Aubry-du-Hainaut date du XVIe siècle. C'est le Seigneur de Thiant et d'Aubry, gouverneur de Bouchain, Jean de Thiant, qui l'a fait construire à la Renaissance en 1526, sous François 1er. Il a été occupé par différentes familles nobles comme les seigneurs de Bousies au XVIe siècle, les seigneurs de Gouzeaucourt au XVIIe siècle, puis les seigneurs de Houplin, les marquis de Saluces de Bernemicourt et les Comtes Van der Buch au XVIIIe siècle. Abandonné pendant des années et après restauration, il s'est transormé en hôtel-restaurant.

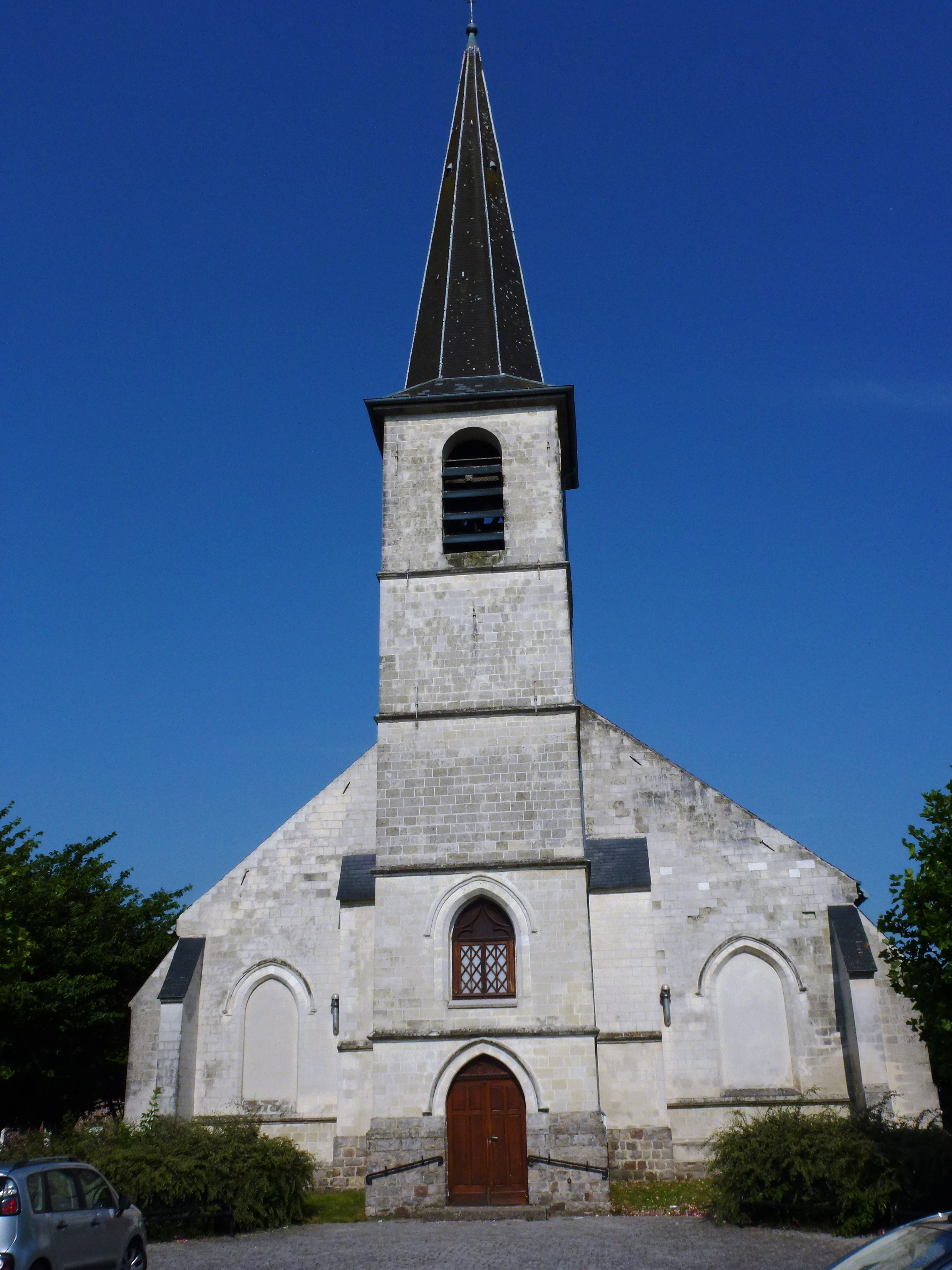
L'église.

- Aubry dépendait au XIIe siècle de l'église mère de Raismes. En 1244, c'est une paroisse. Il faudra attendre 1300 pour la construction de la première église, comme l'indique une inscription sur l'un des piliers intérieurs. Elle a été plusieurs fois agrandie, notamment en 1548, date à laquelle l'église a été dédiée à Sainte Marie-Madeleine. L'église a été également transformée en 1684 et de 1888. Des vitraux représentent la vie de Sainte Marie-Madeleine[34].
- Autres monuments : les chapelles de Malplaquet et de la rue Pasteur, la cense à Papin, le colombier de la mairie, le moulin Lequimme, le portail ancien situé rue Henri Maurice, les vestiges du château de Malplaquet dit château Crépin et le courant Saint-Martin[35].
- Enfin, des sentiers de randonnée permettent de traverser les sites miniers de Wallers et la forêt[36].

### Personnalité liée à la commune
- Sénac de Meilhan, intendant du Hainaut, joua un grand rôle dans l'éradication de l'épidémie de choléra de 1777. Une plaque dans l'église le commémore.

### Héraldique
|  | Les armes d'Aubry se blasonnent ainsi : « De sinople semé de billettes d'argent, au lion du même armé et lampassé de gueules brochant sur le tout. » |

## Pour approfondir